# Solanum bonariense
Espèce
Solanum bonariense, la morelle de Buenos Aires, est une espèce de plantes dicotylédones de la famille des Solanaceae, sous-famille des Solanoideae, originaire d'Amérique du Sud.
Ce sont des arbustes de moins de 2 m de haut, aux fleurs blanches. Parfois cultivée comme plante ornementale, c'est une plante toxique, provoquant une dégénérescence cérébelleuse chez le bétail qui la broute dans sa région d'origine.

## Taxinomie

### Synonymes
Selon Catalogue of Life (9 août 2018) :
- Solanum arborescens Moench
- Solanum astroites Jacquin
- Solanum baccatum hort. ex Steud.
- Solanum excelsum Salisb.
- Solanum fastigiatum' Willd.
- Solanum fastigiatum var. acicularium Dun.
- Solanum grandiflorum hort. ex Steud.
- Solanum regnelii Hiern
- Solanum saponaceum var. uruguense Griseb.

### Liste des variétés
Selon Tropicos (9 août 2018) :
- Solanum var. paraguariense (Chodat) Chodat